# Pierre-Antoine Gallien
Pierre-Antoine Gallien, le « Peintre à la ligne noire » (anagramme de Pierre-Antoine Gallien), né le 14 décembre 1896 à Grenoble et mort le 3 mai 1963 dans le 14e arrondissement de Paris, est un peintre et graveur français du XXe siècle.
Ami de František Kupka, il connut son heure de gloire dans les années 1920 grâce à ses superbes gravures bois, parfois abstraites et ses portraits.

## Biographie
Pierre-Antoine Gallien né le 14 décembre 1896 à Grenoble, est le fils de Pierre-Antoine Gallien (1874-1910), cafetier et de Marie Pélagie Chassigneux (née en 1870). Il épouse Raymonde Lucie Bouquet, peintre, le 18 août 1936 à Paris.
Il débute sa formation artistique en 1913 à l’École des arts industriels ainsi qu’à l’École des arts décoratifs de Grenoble, où il apprend la technique de la gravure sur bois.
Il s'engage volontairement pour 4 ans au 13e régiment des chasseurs à cheval en mars 1915. Promu brigadier en août 1916, il sert dans l’artillerie, est devient maréchal des logis en avril 1918.
Après la Première Guerre mondiale, il déménage à Paris à sa démobilisation pour poursuivre sa formation artistique. Il est admis à l’École nationale des Arts Décoratifs, tout en continuant son activité de graveur sur bois, ce qui lui vaut une certaine notoriété.
Gallien travaille presque exclusivement en noir et blanc, et ses recherches artistiques autour de l’abstraction se radicalisent. Il signe désormais ses tableaux en noir et blanc avec son anagramme : « Peintre-à-la-ligne-noire ».
Les années 1920 sont décisives pour l’artiste. Il fréquente l’avant-garde artistique et intellectuelle de Montparnasse et se lie avec des figures telles que Picabia, Matisse, Braque et Van Dongen. Il expose avec Albert Gleizes en avril 1921 à la galerie Povolozky et signe en 1922 le deuxième manifeste dadaïste au congrès de Paris avec des amis comme Erik Satie, Tristan Tzara, Man Ray, Paul Éluard, Ossip Zadkine et Constantin Brâncuși. Au début des années 1920, Gallien se lie étroitement avec František Kupka. Leurs échanges sur la théorie artistique sont nombreux. Il présente Kupka au directeur du musée de Grenoble, André Farcy, l’initie à la gravure sur bois vers 1926 et obtient même la Légion d’honneur pour son ami.
Incorporé dans l’armée de réserve, il est sergent-chef en 1935 et sous-lieutenant en 1936. Mobilisé en août 1939, il est affecté sur la ligne Maginot au 161e Régiment d'Infanterie de Forteresse et promu lieutenant en janvier 1940. Fait prisonnier en 1940, il rejoint la Résistance dès 1941 comme lieutenant dans les Forces françaises de l’intérieur.
Il est décoré chevalier de la Légion d'honneur en 1952.
Il meurt le 3 mai 1963 dans le 14e arrondissement de Paris.

## Œuvres
- Portrait de Frank Kupka, Centre Pompidou, 1921[8]
- Atelier de F. Kupka à Puteaux, Paris, Centre Pompidou - Musée national d'art moderne - Centre de création industrielle[9]
- Abstraction, Musée d’Art moderne de Paris, 1923[10]
- Le poète et romancier Henri Cacho, avec son épouse Raymonde Bouquet et Paul Duplessis de Pouzilhac, 1953[11]

## Distinctions
- Médaille militaire, 8 décembre 1933
- Chevalier de la Légion d'honneur, décret du 9 avril 1952